# Europavej E50
E50 er en europavej der begynder i Brest i Frankrig og ender i Makhatsjkala i Rusland. Undervejs går den blandt andet gennem: Rennes, Le Mans, Paris, Reims og Metz i Frankrig; Saarbrücken, Mannheim, Heilbronn og Nürnberg i Tyskland; Rozvadov, Plzeň, Prag, Jihlava og Brno i Tjekkiet; Trenčín, Prešov, Košice og Vyšné Nemecké i Slovakiet; Uzjhorod, Mukatjevo, Stryj, Ternopil, Khmelnytskyj, Vinnytsja, Uman, Kropyvnytskyj, Dnipro og Donetsk i Ukraine; Rostov ved Don, Armavir og Mineralnyje Vody i Rusland.